# Aleksandr Hilferding
Aleksandr Fjodorovitj Hilferding (ryska: Александр Фёдорович Гильфердинг), född 14 juli (gamla stilen: 2 juli) 1831 i Warszawa, död 2 juli (gamla stilen: 20 juni) 1872, var en rysk slavist.
Hilferding blev 1856 rysk konsul i Bosnien och inträdde 1861 i kanslitjänst samt deltog kraftigt i den polska förvaltningen efter 1863. År 1865 blev han förste president i den första slaviska föreningen i Sankt Petersburg.
Hilferding utvecklade ett mångsidigt författarskap om de slaviska folkens historia och språk, bland annat Ob otnosjenijach jazyka slavjanskago k drugim rodstvennym (1853), Pisma ob istorii serbov i bolgar och Istorija baltijskich slavjan (1854), Bosnien–Hercegovina–Gamla Serbien, på ryska (1859), Les slaves occidentaux, The Polish Question (1864), Slavjanskie narody v Austrii i Turcii, Narodnoje vozroždenie Serbov Lužičan (Sorbernas nationella pånyttfödelse), Razvitie narodnosti u zapadnych slavjan (Nationalitetsutvecklingen hos västslaverna), Ostatki Slavjan na južnom beregu Baltijskogo morja och Vengrija i slavjane. Hans brett anlagda Istorija slavjan blev ofullbordad (1871). Av stort värde är hans samling av 318 episka folkdikter från guvernementet Olonets, "Onežskija byliny" (1873). Hans samlade skrifter utgavs 1868–74 i fyra delar.